# Молдавчук Іван Іванович
Молдавчук Іван Іванович (28 листопада 1986, Київ, Україна — 24 березня 2022, Просяниківка,Кобеляцький район,Полтавська область, Україна) — український військовослужбовець бригади Буревій, учасник російсько-української війни..